# Stethynium longfellowi
Stethynium longfellowi är en stekelart som beskrevs av Girault 1920. Stethynium longfellowi ingår i släktet Stethynium och familjen dvärgsteklar. Inga underarter finns listade i Catalogue of Life.